# Kílian Sebrià Marsol
Kílian Sebrià (Igualada, 23 de juliol de 1964) és un periodista català. És editor i presentador del programa Catalunya vespre de Catalunya Ràdio. És professor de la Facultat de Ciències de la Comunicació a la Universitat Internacional de Catalunya. Després del període de Manel Fuentes, Sebrià fou un dels noms que va sonar com a possibles candidats per presentar El matí de Catalunya Ràdio, càrrec finalment atorgat a Mònica Terribas.
Anteriorment havia estat Director de l'Informatiu Migdia de la mateixa emissora, cap de la secció de política, corresponsal als Estats-Units i fundador de Catalunya Informació.
Durant molts anys ha sigut editor i presentador del programa Catalunya vespre de Catalunya Ràdio, fins l'estiu de 2023. A partir de setembre de 2023 tornarà a presentar el programa Sense fronteres.
Premi Ondas 2010 i Premis Ràdio Associació de Catalunya anys 2005 i 2014. A més de Catalunya Ràdio ha treballat a Ràdio Nacional d'Espanya i a la Cadena 13. En els seus inicis a la professió va fer les transmissions de l'Igualada Hoquei Club durant més de 20 anys. Actualment forma part de la junta directiva de l'Igualada Hoquei Club.